# Cnemidocarpa tinkatae
Cnemidocarpa tinkatae är en sjöpungsart som först beskrevs av Van Name 1918.  Cnemidocarpa tinkatae ingår i släktet Cnemidocarpa och familjen Styelidae. Inga underarter finns listade i Catalogue of Life.